# جان پین (بازیکن فوتبال)
جان پین (انگلیسی: John Payne; ۳ دسامبر ۱۸۸۹ – ۲۸ اوت ۱۹۴۲) بازیکن فوتبال اهل انگلستان بود.
وی عضو تیم فوتبال المپیک بریتانیای کبیر در بازی‌های المپیک تابستانی ۱۹۲۰ بوده‌است.